# میزوکی سونودا
میزوکی سونودا (انگلیسی: Mizuki Sonoda؛ زادهٔ ۲۱ نوامبر ۱۹۹۶) بازیکن فوتبال اهل ژاپن است.